# Hemipenaeus carpenteri
Hemipenaeus carpenteri är en kräftdjursart som beskrevs av James Wood-Mason 1891. Hemipenaeus carpenteri ingår i släktet Hemipenaeus och familjen Aristeidae. Inga underarter finns listade i Catalogue of Life.